# Tristan de Luna y Arellano

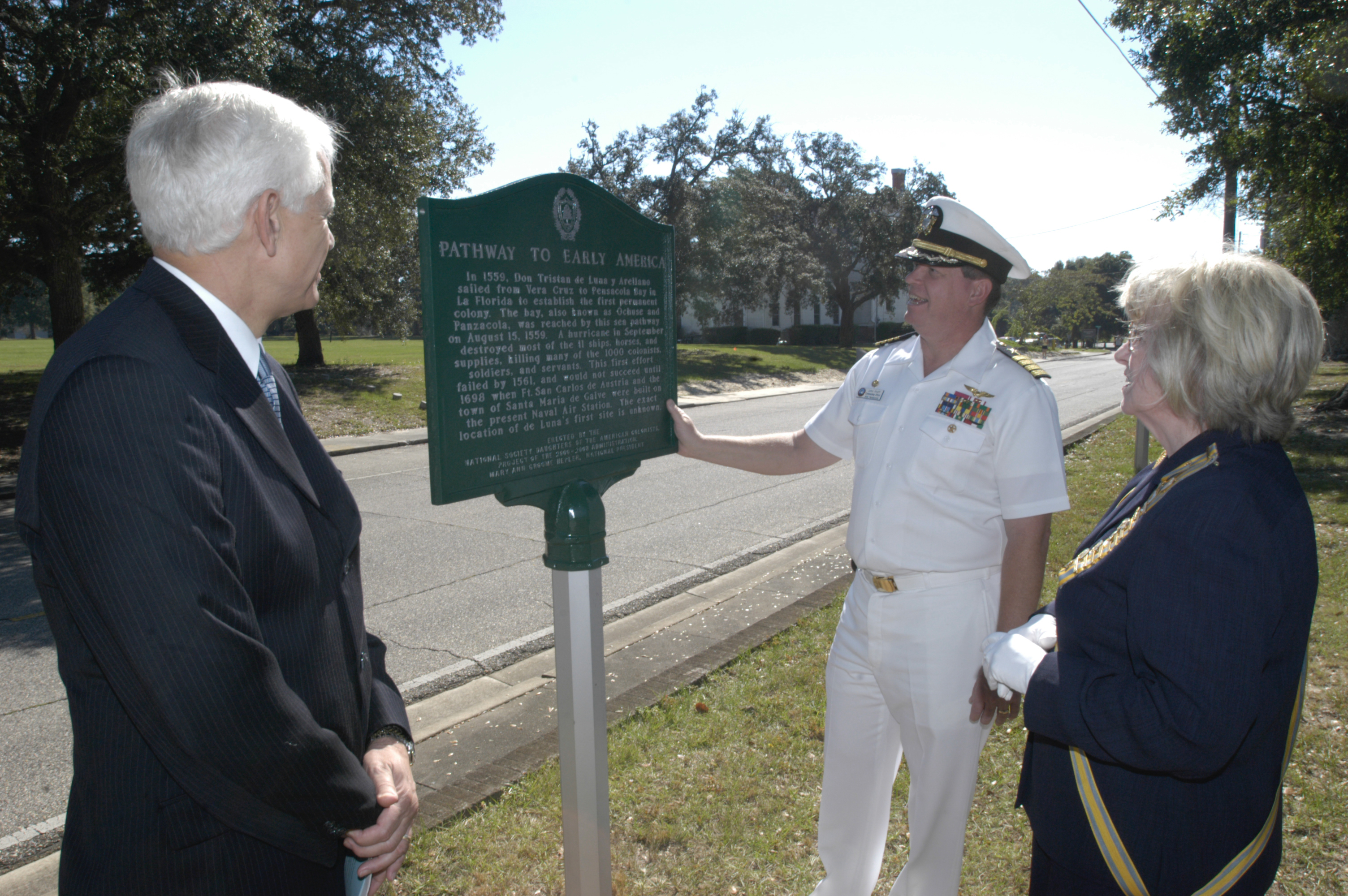

Tristan de Luna y Arellano (1519 – 1571) fu un conquistatore spagnolo del XVI secolo.

## Biografia
Nato in Aragona, appartenente all'antichissima famiglia de Luna d'Aragona, egli andò in Nuova Spagna intorno al 1530 e venne aggregato alla spedizione per la conquista della Florida del 1559. Nell'agosto di quell'anno, fondò una colonia nell'odierna Pensacola in Florida, che divenne il primo insediamento europeo sulla terraferma del continente americano, in quanto molte isole erano già state colonizzate.
Nel corso degli anni che trascorse in Messico, de Luna aveva partecipato con Francisco Vázquez de Coronado alla spedizione a Cíbola stroncando la rivoluzione dei nativi messicani a Oaxaca. De Luna fu scelto da Luis de Velasco, nuovo viceré della Nuova Spagna, per creare un insediamento in quello che è oggi il Golfo degli Stati Uniti e comprendente gli attuali Texas, Louisiana, Mississippi, Alabama oltre che la Florida, e creare, via terra, una strada per il commercio con Santa Elena (Georgia), dove si sarebbe dovuto fondare un altro avamposto. Un luogo chiamato Filipina Bay era stato citato nel viaggio del settembre 1558 di Guido de las Bazares. A de Luna vennero affidate tredici navi e più di 1.500 uomini e coloni, al comando di sei capitani di cavalleria e sei di fanteria. De Luna, si rivelò un comandante incompetente e la spedizione si risolse in un disastro.
La flotta gettò le ancore nella baia di Pensacola (che essi chiamarono "Ochuse") e preparò l'accampamento a Puerto de Santa Maria nel corso dell'estate 1559. De Luna rimandò Luis Daza con un galeone a Veracruz per segnalare il suo arrivo. Armò due vascelli da inviare in Spagna mentre attendeva il ritorno di due navi inviate in esplorazione. Con molte delle masserizie dei coloni ancora sulle navi, spedì diversi drappelli nell'entroterra per esplorare i luoghi. Tornarono dopo circa tre settimane avendo trovato soltanto un insediamento di nativi locali. Prima che potessero scaricare le navi, nella notte del 19 settembre 1559, un uragano spazzò la zona distruggendo la flotta e le merci caricate sulle navi. Con la colonia seriamente danneggiata, la maggior parte degli uomini viaggiarono lungo il fiume Alabama fino al villaggio di Nanipacana che avevano trovato abbandonato; essi gli diedero il nome di  "Santa Cruz" e rimasero lì per diversi mesi. Dal Messico, il viceré spedì due navi in soccorso alla spedizione in novembre, promettendo un aiuto supplementare per la primavera.
L'inverno diede un po' di sollievo agli abitanti della colonia, mentre gli aiuti attesi per la primavera non erano ancora arrivati nel mese di settembre. De Luna ordinò al resto delle sue truppe di marciare verso la grande città dei nativi messicani di Coca, ma gli uomini si ammutinarono. Uno spargimento di sangue venne evitato dai missionari locali ma presto arrivò a Pensacola Ángel de Villafañe dicendo loro di prendere tutto quello che avevano bisogno per partire alla volta di Cuba e Santa Elena. De Luna acconsentì ad andare via e tornare in Messico dove morì nel 1571. La colonia di Pensacola fu occupata per diversi altri mesi dal capitano Biedma ed il suo distacco di cinquanta uomini che Villafañe aveva lasciato là, in caso ulteriori ordini ricevuti dal viceré Velasco; quando loro salparono, l'area non venne più popolata da europei fino al 1698, quando gli spagnoli fondarono la città di Pensacola.